# غريغ هايت
غريغ هايت (بالإنجليزية: Greg Hyatt)‏ هو محامي أمريكي، ولد في القرن العشرين.